# Через все времена
Через все времена е дванадесетият студиен албум на руската група Ария и втори с настоящия вокалист Михаил Житняков. Издаден е на 27 ноември 2014 г. от М2БА.

## История
Записите на албума са в периода януари-август 2014 г. Основният композитор Владимир Холстинин успява да завърши само една от своите песни поради заболяване. Вторият китарист Сергей Попов композира песните „Город“, „Не сходи с ума“ и „Ангелы неба“. Вокалистът Житняков, заедно с другия основен композитор в групата Виталий Дубинин, е автор на баладата „Точка невозврата“. Автор на повечето от текстовете в албума е Маргарита Пушкина, с изключение на „Не сходи с ума“ (Александър Елин) и „Бегущий человек“ (Игор Лобанов).
На 21 октомври едмоименната песен е издадена като сингъл, а албумът излиза в края на ноември. През февруари 2015 г. композициите от новия албум са включени в юбилейното турне по случай 30-годишнината на Ария.
Планиран е клип към песента „Точка невозврата“.

## Песни от албума
- 1.	„Через все времена“
- 2.	„Город“
- 3.	„Блики солнца на воде“
- 4.	„Не сходи с ума!“
- 5.	„Время затмений“
- 6.	„Точка невозврата“
- 7.	„Ангелы неба“
- 8.	„Атака мертвецов“
- 9.	„Зов бездны“
- 10.	„Бегущий человек“